# Synaptula
Synaptula ist eine Gattung kleiner, wurmartiger Seegurken, die als Kommensalen auf anderen wirbellosen Tieren, hauptsächlich auf Schwämmen, aber auch auf Gorgonien, großen, fleischigen Algen und Kalkalgen leben. Die verschiedenen Arten leben oft nur auf einem speziellen Wirt und können in einigen Fällen bestimmt werden, indem die Wirtsart bestimmt wird. Synaptula-Arten nehmen Sedimente, die auf ihrem Wirt haften auf und fressen die darin enthaltenen mikroskopischen Algen und Diatomeen. Daneben nehmen sie auch weitere organische Partikel, eventuell auch Ausscheidungen auf.
Ihr Verbreitungsgebiet liegt im tropischen Indopazifik, mit dem Schwerpunkt um Indonesien, den Philippinen und Australien. Aber auch bei den Malediven, Japan und in der  mikronesischen Inselwelt wurden die Tiere gefunden. Sie leben in flachem Wasser in Tiefen von einem bis 50 Metern. Der Körper der Synaptula-Arten ist schlank, wurmartig langgestreckt und durch Sklerite in der Haut klebrig. Meist sind sie hell oder weißlich, seltener bräunlich gefärbt. Sie werden zwei bis acht Zentimeter lang. Ihr Körperende kann abgerundet sein oder in einer langen, fadenartigen Spitze auslaufen.

## Arten
- Synaptula bandae Heding, 1928
- Synaptula denticulata Heding, 1928
- Synaptula hydriformis (Lesueur, 1824)
- Synaptula indivisa Semper, 1868
- Synaptula lamperti Heding, 1928
- Synaptula media Cherbonnier & Féral, 1984
- Synaptula psara Sluiter, 1888
- Synaptula secreta Lopez, 1957
- Synaptula spinifera Massin & Tomascik, 1996
- Synaptula striata Sluiter, 1888